# Columel·liàcies
Columel·liàcia (Columelliaceae) és una família de plantes amb flor.
Segons el sistema de classificació filogenètica APG II es troben en el clade Euasterids II sense assignar a cap ordre en concret i les relaciona amb les Desfontainiaceae.
Segons el sistema Cronquist es troben en l'ordre de les Rosales
En la classificació filogenètica APG II (2003) la inclusió de Desfontainia spinosa dins aquesta família és opcional: aquesta espècie pot constituir també la família Desfontainiaceae.
La classificació filogenètica APG III (2009) ubica aquesta família dins l'ordre Bruniales i hi inclou els gèneres precedents sota Desfontainiaceae.
La família de les collumelliàcies conté 8 espècies en un sol gènere: Columellia.
La distribució d'aquesta família és només al nord-oest de l'Amèrica del Sud en climes tropicals dels Andes.
Són arbres o arbusts de fulles persistents de disposició oposada i asimètriques. Flors hermafrodites i fruit en càpsula.